# GAMBAらなくちゃね
『GAMBAらなくちゃね』（ガンバらなくちゃね）は、1994年3月16日に徳間ジャパンコミュニケーションズから発売されたLINDBERGの19作目のシングル。

## 概要
- 進研ゼミ中学講座CMソングとして起用された。
- カップリング曲である「忘れないで（NEW VERSION）」は、1990年発売のアルバム『LINDBERG III』に収録されている「忘れないで」のリアレンジ版である。
- 表題曲の「GAMBAらなくちゃね」は、歌詞の内容がカバー曲を収録した頃のPritsぐらいの世代に合うような感じになっている[1]。声優の小林由美子が好きな曲として挙げている[1]。また、声優のタニベユミが元気が欲しい時に口ずさむ曲としても紹介されている[2]。

## 収録曲
1. GAMBAらなくちゃね (4:32)
（作詞：渡瀬マキ　作曲：小柳昌法　編曲：LINDBERG、須貝幸生）
2. 忘れないで（NEW VERSION） (5:11)
（作詞：渡瀬マキ　作曲：平川達也　編曲：LINDBERG、須貝幸生）
3. GAMBAらなくちゃね（カラオケバージョン） (4:32)
4. 忘れないで（NEW VERSION）（カラオケバージョン） (5:11)

## 収録アルバム
- GAMBAらなくちゃね
  - LINDBERG VII

## カバー
- Prits - 2002年発売のアルバム『cherry blossom』に「GAMBAらなくちゃね 〜Prits Emotion〜」として収録。
- Friends - 2009年発売のアルバム『FRIENDSHIP』に収録。
- C2機関 1MYB - 2021年発売のアルバム『1MYB』に収録。歌唱担当はVo.のタニベユミ。[3]